# Linda Saif
Linda Saif est une biologiste américaine spécialisée dans la virologie animale. Elle enseigne et dirige ses recherches à l'Université d'État de l'Ohio. Elle a été la première femme à remporter le prix Wolf d'agriculture en 2015
pour ses recherches en virologie et en immunologie.  En 2013, Elle a axé ses recherches sur le SARS-CoV après l'alerte de l'Organisation mondiale de la santé. Elle est membre de l'académie nationale des sciences depuis 2003.